# Řád 27. června
Řád 27. června (španělsky: Orden 27 de Junio) je venezuelské státní vyznamenání založené roku 1949. Hlavou řádu je úřadující prezident Venezuely.

## Historie
Řád vznikl v roce 1957 během vlády Marcose Péreze Jiméneze a nahradil čestnou Medaili 27. června, která byla založena dekretem č. 165 dne 27. června 1949. Původní medaile byla udílena v jediné třídě. Řád je udílen za významné zásluhy a mnoho let pedagogické práce. Název je odvozen od data, kdy byl podepsán Zákon o veřejných školách a povinné školní docházce (španělsky: Decreto de Instrucción Primaria Pública y Obligatoria). Tento zákon byl podepsán prezidentem Antoniem Guzmánem Blancem dne 27. června 1870.
Hlavou řádu je prezident Venezuely, který má také výlučnou pravomoc k udělení řádu, který je určen k vyznamenávání předních pedagogů. Prezident řád udílí po schválení nominace radou řádu.

## Insignie

### Typ I (1949–1957)
Původní řádový odznak používaný do reformy vyznamenání roku 1957 měl oválný tvar o rozměrech 50 × 40 mm. Uprostřed byl kulatý medailon s nápisem 27 DE JUNIO DE 1870. Medailon byl lemován kruhem s nápisem INSTRUCCIÓN POPULAR GRATUITA Y OBLIGATORIA. Na zadní straně byl nápis ESTADOS UNIDOS DE VENEZUELA.

### Typ II (od 1957)
Od roku 1957 má řádový odznak kulatý tvar o průměru 40 mm. Uprostřed je rozevřená kniha, na které je položena ruka svírající pochodeň. Z pochodně vychází světelné paprsky. Při vnějším okraji je datum římskými číslicemi XXVII • VI • MDCCCLXX. Na zadní straně je nápis LA REPUBLICA DE VENEZUELA HONRA A LOS EDUCADORES obklopený vavřínovým věncem.
Stuha je zelená s modrým proužkem uprostřed.

## Třídy
Původní medaile byla udílena v jediné třídě. Od roku 1957 je řád udílen ve třech třídách:
- I. třída – Zlatá medaile je udílena po 30 letech služby.
- II. třída – Stříbrná medaile je udílena po 20 letech služby.
- III. třída – Bronzová medaile je udílena po 10 letech služby.